# 木村隆秀 (技術者)
木村 隆秀（きむら たかひで、1958年〈昭和33年〉12月12日 - ）は、日本の技術者。第2代自動車技術総合機構理事長。

## 来歴
東京都出身。1981年（昭和56年）3月、東京大学工学部舶用機械工学科を卒業し、同年4月、古河電気工業へ入社。
入社以来、情報通信関連事業に従事し、中期経営計画の策定や新事業の育成等に携わり、取締役兼執行役員専務戦略本部長兼OneF自動車事業推進チーム長、取締役兼執行役員専務情報通信ソリューション統括部門長などを歴任。
2021年（令和3年）4月1日、自動車技術総合機構理事長に就任。

## 年譜
- 1981年（昭和56年）
  - 3月 - 東京大学工学部舶用機械工学科卒業[1]
  - 4月 - 古河電気工業入社[1][2]
- 1984年（昭和59年）3月 - 東京大学大学院（修士）工学系研究科機械工学専門課程修了[1]
- 2009年（平成21年）
  - 6月 - 古河電気工業株式会社情報通信カンパニーファイテル製品部主査[1][2]
  - 7月 - 同社情報通信カンパニーファイテル製品部業務部長[1][2]
- 2010年（平成22年）4月 - 同社情報通信カンパニーファイテル製品事業部長[1][2]
- 2012年（平成24年）4月 - 同社新事業推進室長[1][2]
- 2013年（平成25年）4月 - 同社戦略本部新事業推進室長[1][2]
- 2014年（平成26年）
  - 4月 - 同社執行役員電装・エレクトロニクス系事業部門管掌兼戦略本部新事業推進室長兼日光雪害復旧対策本部副本部長[2]
  - 6月 - 同社取締役兼執行役員電装・エレクトロニクス系事業部門管掌兼戦略本部新事業推進室長兼日光雪害復旧対策本部副本部長[2]
- 2015年（平成27年）
  - 2月 - 同社取締役兼執行役員電装・エレクトロニクス系事業部門管掌兼戦略本部新事業推進室長[2]
  - 4月 - 同社取締役兼執行役員戦略本部長兼同本部新事業推進室長兼同本部スマートインフラ推進室長兼同本部ОneF自動車事業推進チーム長[2]
- 2016年（平成28年）4月 - 同社取締役兼執行役員常務戦略本部長兼同本部新事業推進室長兼ОneF自動車事業推進チーム長[2]
- 2017年（平成29年）4月 - 同社取締役兼執行役員専務戦略本部長兼ОneF自動車事業推進チーム長[2]
- 2018年（平成30年）4月 - 同社取締役兼執行役員専務情報通信ソリューション統括部門長[2]
- 2019年（令和元年）6月 - 同社執行役員専務情報通信ソリューション統括部門長[2]
- 2021年（令和3年）4月 - 独立行政法人自動車技術総合機構理事長[2][4]